# 劉達強
劉達強（英語：Gregory Lau Tat Keung，1958年6月26日—），前香港警司，於1990年起兼任警察談判組談判專家至其退休，從未於任何談判任務中失敗，合共拯救了逾200條生命。期間，他參與了警察談判組的策劃及培育訓練等事務，多有建樹，改變談判專家以往單純以游說企圖自殺者放棄輕生念頭為目的，而是作出進一步的努力，促成轉介被救者往其他範疇的專業人士接受進一步的幫助；此外，將警察談判組以往被動的角色轉型為主動到訪學校、醫院及社會福利機構等，舉辦防止自殺講座及工作坊，提高香港社會高危自殺族群圈子周圍人員對防止自殺的意識，及接受遇事的處理技巧訓練。於2012年5月，劉達強成為首位警務人員獲得頒授香港人道年獎。

## 簡歷
劉達強早於13歲時，劉達強投考加入民安隊少年團，其後加入自務會社。他曾就讀一所基督教小學和威靈頓英文中學（1976年中五；1977年中六），與已故歌手張國榮為中學同學。劉在校時參與爬石、獨木舟、柔道等戶外運動。讀至中四時要留級一年，於原校完成中六預科課程後，便在1977年投考香港警務處成為警員。其後，相繼參與了創立希望之友教育基金及軒轅教育基金會等，並且利用公餘時間，為到中國大陸山區學童重建學校。
1980年代末期，劉達強駐守於毒品調查科，不時需要與線人接觸。劉達強心想既然能夠說服一些與他素未謀面的人向他提供資料，那麼沒有理由他不能夠說服其他人放棄自殺。於是於1990年，劉達強投考加入警察談判組，開始兼任談判專家。
1998年，劉達強耗時近3小時、最終打消一名企圖跳樓自殺的女子的念頭，及由救護人員將被救者送往醫院，惟一名報館攝影記者走向救護車及指著該名女子大罵：「早啲跳吖嘛，阻住我食飯！（早點跳嘛，阻礙我吃飯！）」一向與前線香港傳媒記者維持良好及和善關係的劉達強聞言後勃然大怒，首次、亦是唯一一次動用粗口追罵該名記者，直斥對方欠缺道德。同年，發生一宗一名欲輕生的父親被談判專家說服後，在兩星期後連同兩名孩子在汽車中呼吸一氧化碳自盡。劉達強認為此事件「是血腥的教訓，警醒了我們！」從此以後，劉達強提倡及積極向下屬灌輸談判專家不單純以遊說企圖自殺者放棄輕生念頭為目的，而是作出進一步的努力，令到他們可以即時被送往醫院，將他們轉介與社會工作者、心理學家及精神科醫生等其他範疇的專業人士面談及輔導，以防止他們被游說拯救後，再因為無適時的幫助而再次傷害自己，以至再次自殺；並且加強與上述專業人士界別溝通，以增加交流及砥礪。同時，警察談判組又開始引用《香港法例》第136章《精神健康條例》71B將被部份被游說拯救後的人士送往醫院，接受進一步的幫助。此外，警察談判組又開始在警務處內部舉辦不同的講座，傳授警務人員談判方法及技巧，及學習幫助當事人的手法和技巧，以及所可以動用的適當及適時的權力。
2000年5月19日，劉達強當選為香港警務督察協會副主席。
踏進2000年代，鑑於發生了不少校園自殺案件，於2007年至2008年年間，劉達強領導警察談判組與香港大學行為健康教研中心合作研究及推廣防止自殺及自毀行為的計劃，包括加強警務人員對處理自殺危機的訓練等。此外，亦與醫院管理局、多間社會福利機構及小學及中學合作，共同策劃及製作防止自殺及自毀行為的文字及視像教材套。於2008年及2010年，劉達強領導警察談判組與香港基督教服務處成功合作舉辦校園自殺危機講座及聯合編制《校園危機談判建議》。
2010年5月12日，劉達強晉升為警司。
2011年開始，在劉達強策劃及推動下，警察談判組主動到訪公共服務單位，例如學校，為教師及職員提供危險處理訓練；亦向醫院單位為醫護人員提供危機處理及談判技巧工作坊，增加醫護人員認知處理病人家屬因為喪親而可能出現的危險性行為及處理其他危機的意識與談判技巧。
2012年5月29日，劉達強在國際展貿中心舉行的香港人道年獎頒獎典禮上被頒授獎項，成為首位警務人員獲得香港人道年獎，以認同他兼任談判專家23年來，積極聆聽企圖自殺者的心聲，予以同理共鳴及鼓勵他們，拯救了逾200條寶貴生命。
2013年8月4日，正在享受退休前休假的劉達強參與在旺角行人專用區舉行的「支持警隊嚴正執法」集會，及在台上發言。他表示自己從不沾染政治，惟今次必須站出來，他認為警務處不應該軟弱，他不能夠接受粗口此次文化，亦不希望教師使用粗言穢語的風氣進入學校，所以他認為他是次必須發聲。
達請參見 林慧思事件

## 榮譽
- 香港人道年獎[7][8]

## 家庭
劉達強已婚，育有3名兒女。

## 外部連結
- 2012 香港人道年獎得獎者 -- 劉達強先生（页面存档备份，存于） 香港紅十字會
- 談判專家無私奉獻　家人都冇得見（页面存档备份，存于） 《蘋果日報》 2012年5月27日